# Giro d'Itàlia de 2004
El Giro d'Itàlia de 2004 fou la 87a edició del Giro d'Itàlia. Es disputà entre 8 i el 30 de maig de 2005, amb un recorregut de 3.423,9 km distribuïts en 21 etapes, una d'elles el pròleg inicial. Les etapes 14a i 15a van passar per Croàcia i Eslovènia.
El guanyador final de la prova fou l'italià Damiano Cunego. seguit de l'ucraïnès Serhí Hontxar i del també italià Gilberto Simoni. Alessandro Petacchi va ser el líder de la classificació per punts i el que més etapes va guanyar, amb un total de nou. Fabian Wegmann guanyà el Gran Premi de la Muntanya, i el Saeco aconseguir el millor temps en la classificació per equips.

## Equips participants
Els 20 equips prengueren part en aquesta edició de la cursa.
| N.    | Cod. | Equip                            |
| ----- | ---- | -------------------------------- |
| 1-9   | SAE  | Saeco Macchine per Caffè         |
| 11-19 | A&S  | Acqua & Sapone-Caffè Mokambo     |
| 21-29 | ALB  | Alessio-Bianchi                  |
| 31-39 | PAN  | Ceramiche Panaria-Margres        |
| 41-49 | CHO  | Chocolade Jacques-Wincor Nixdorf |
| 51-59 | CLM  | Colombia-Selle Italia            |
| 61-69 | DEN  | De Nardi                         |
| 71-79 | DVE  | Domina Vacanze                   |
| 81-89 | FAS  | Fassa Bortolo                    |
| 91-99 | FDJ  | fdjeux.com                       |

| N.      | Cod. | Equip                              |
| ------- | ---- | ---------------------------------- |
| 101-109 | FPF  | Formaggi Pinzolo Fiavè             |
| 111-119 | GST  | Gerolsteiner                       |
| 121-129 | LAM  | Lampre                             |
| 131-139 | LAN  | Landbouwkrediet-Colnago            |
| 141-149 | LOT  | Lotto-Domo                         |
| 151-159 | PHO  | Phonak Hearing Systems             |
| 161-169 | SDV  | Saunier Duval-Prodir               |
| 171-179 | TEN  | Tenax                              |
| 181-189 | VIN  | Vini Caldirola-Nobili Rubinetterie |

## Etapes
| Etapa     | Data       | Recorregut                                | Km  | Guanyador           | Líder             |
| --------- | ---------- | ----------------------------------------- | --- | ------------------- | ----------------- |
| 1a etapa  | 8 de maig  | Gènova                                    | 143 | Bradley McGee       | Bradley McGee     |
| 2a etapa  | 9 de maig  | Gènova-Alba                               | 182 | Alessandro Petacchi | Olaf Pollack      |
| 3a etapa  | 10 de maig | Novi Ligure-Pontremoli                    | 184 | Damiano Cunego      | Bradley McGee     |
| 4a etapa  | 11 de maig | Pontremoli-Corno Alle Scale               | 191 | Gilberto Simoni     | Gilberto Simoni   |
| 5a etapa  | 12 de maig | Porretta Terme-Civitella in Val di Chiana | 187 | Alessandro Petacchi | Gilberto Simoni]  |
| 6a etapa  | 13 de maig | Civitella in Val di Chiana]-Spoleto       | 177 | Robbie McEwen       | Gilberto Simoni   |
| 7a etapa  | 14 de maig | Spoleto-Valmontone                        | 164 | Alessandro Petacchi | Gilberto Simoni   |
| 8a etapa  | 15 de maig | Frosinone-Montevergine di Mercogliano     | 214 | Damiano Cunego      | Damiano Cunego    |
| 9a etapa  | 16 de maig | Giffoni Valle Piana-Policoro              | 214 | Alessandro Petacchi | Damiano Cunego    |
| 10a etapa | 18 de maig | Policoro-Carovigno                        | 142 | Fred Rodríguez      | Damiano Cunego    |
| 11a etapa | 19 de maig | Porto Sant'Elpidio-Ascoli Piceno          | 148 | Alessandro Petacchi | Damiano Cunego    |
| 12a etapa | 20 de maig | Porto Sant'Elpidio-Cesena                 | 228 | Emanuele Sella      | Damiano Cunego    |
| 13a etapa | 21 de maig | Cesena-Treviso                            | 210 | Alessandro Petacchi | Damiano Cunego    |
| 14a etapa | 22 de maig | Trieste-Altopiano Carsico                 | 52  | Serhiy Honchar      | Yaroslav Popovych |
| 15a etapa | 23 de maig | Trieste-Pula, Croatia/Pola                | 175 | Alessandro Petacchi | Yaroslav Popovych |
| 16a etapa | 24 de maig | Poreč/Parenzo-San Vendemiano              | 234 | Alessandro Petacchi | Yaroslav Popovych |
| 17a etapa | 25 de maig | San Vendemiano-Pfalzen                    | 217 | Damiano Cunego      | Damiano Cunego    |
| 18a etapa | 27 de maig | Bruneck-Fondo Sarnonico                   | 153 | Pàvel Tonkov        | Damiano Cunego    |
| 19a etapa | 28 de maig | Cles Val di Non-Bormio                    | 118 | Damiano Cunego      | Damiano Cunego    |
| 20a etapa | 29 de maig | Bormio-Presolana                          | 122 | Stefano Garzelli    | Damiano Cunego    |
| 21a etapa | 30 de maig | Clusone-Milà                              | 149 | Alessandro Petacchi | Damiano Cunego    |

## Classificacions finals

### Classificació general
|    | Ciclista           | Equip                              | Temps     |
| -- | ------------------ | ---------------------------------- | --------- |
| 1  | Damiano Cunego     | Saeco Macchine per Caffè           | 87h32'09" |
| 2  | Serhí Hontxar      | De Nardi                           | a 2'02"   |
| 3  | Gilberto Simoni    | Saeco Macchine per Caffè           | a 2'05"   |
| 4  | Dario David Cioni  | Fassa Bortolo                      | a 4'36"   |
| 5  | Iaroslav Popòvitx  | Landbouwkrediet-Colnago            | a 5'05"   |
| 6  | Stefano Garzelli   | Vini Caldirola-Nobili Rubinetterie | a 5'31"   |
| 7  | Wladimir Belli     | Lampre                             | a 6'12"   |
| 8  | Bradley McGee      | Française des Jeux                 | a 6'15"   |
| 9  | Tadej Valjavec     | Phonak                             | a 6'34"   |
| 10 | Juan Manuel Gárate | Lampre                             | a 7'47"   |

|   | Ciclista         | Equip                              | Temps |
| - | ---------------- | ---------------------------------- | ----- |
| 1 | Fabian Wegmann   | Gerolsteiner                       | 56    |
| 2 | Damiano Cunego   | Saeco Macchine per Caffè           | 54    |
| 3 | Gilberto Simoni  | Saeco Macchine per Caffè           | 36    |
| 4 | Stefano Garzelli | Vini Caldirola-Nobili Rubinetterie | 33    |
| 5 | Alexandre Moos   | Phonak                             | 27    |

|   | Ciclista            | Equip                              | Punts |
| - | ------------------- | ---------------------------------- | ----- |
| 1 | Alessandro Petacchi | Fassa Bortolo                      | 250   |
| 2 | Damiano Cunego      | Saeco Macchine per Caffè           | 153   |
| 3 | Olaf Pollack        | Gerolsteiner                       | 148   |
| 4 | Aliaksandr Vússau   | Phonak                             | 111   |
| 5 | Marco Zanotti       | Vini Caldirola-Nobili Rubinetterie | 102   |

|   | Ciclista            | Equip                        | Temps     |
| - | ------------------- | ---------------------------- | --------- |
| 1 | Raffaele Illiano    | Colombia-Selle Italia        | 49h38'14" |
| 2 | Crescenzo D'Amore   | Acqua & Sapone-Caffè Mokambo | a 13"     |
| 3 | Mariano Piccoli     | Lampre                       | a 19"     |
| 4 | Marlon Pérez Arango | Colombia-Selle Italia        | a 22"     |
| 5 | Alessandro Vanotti  | De Nardi                     | a 36"     |

|   | Equip                              | Temps      |
| - | ---------------------------------- | ---------- |
| 1 | Saeco Macchine per Caffè           | 265h52'05" |
| 2 | Vini Caldirola-Nobili Rubinetterie | a 19'15"   |
| 3 | Lampre                             | a 26'12"   |
| 4 | Alessio-Bianchi                    | a 29'13"   |
| 5 | Saunier Duval-Prodir               | a 39'21"   |

## Evolució de les classificacions
| Étape (Vencedor)              | Classificació general | Classificació per punts | Classificació de la muntanya | Classificació per equips |
| ----------------------------- | --------------------- | ----------------------- | ---------------------------- | ------------------------ |
| Pròleg Bradley McGee          | Bradley McGee         | -                       | -                            | -                        |
| 1a etapa Alessandro Petacchi  | Olaf Pollack          | Alessandro Petacchi     | Fabian Wegmann               | Lampre                   |
| 2a etapa Damiano Cunego       | Bradley McGee         | Damiano Cunego          | Alexandre Moos               | Lampre                   |
| 3a etapa Gilberto Simoni      | Gilberto Simoni       | Damiano Cunego          | Gilberto Simoni              | Saeco                    |
| 4a etapa Alessandro Petacchi  | Gilberto Simoni       | Alessandro Petacchi     | Gilberto Simoni              | Saeco                    |
| 5a etapa Robbie McEwen        | Gilberto Simoni       | Robbie McEwen           | Gilberto Simoni              | Saeco                    |
| 6a etapa Alessandro Petacchi  | Gilberto Simoni       | Alessandro Petacchi     | Fabian Wegmann               | Saeco                    |
| 7a etapa Damiano Cunego       | Damiano Cunego        | Alessandro Petacchi     | Damiano Cunego               | Saeco                    |
| 8a etapa Alessandro Petacchi  | Damiano Cunego        | Alessandro Petacchi     | Damiano Cunego               | Saeco                    |
| 9a etapa Fred Rodriguez       | Damiano Cunego        | Alessandro Petacchi     | Damiano Cunego               | Saeco                    |
| 10a etapa Alessandro Petacchi | Damiano Cunego        | Alessandro Petacchi     | Damiano Cunego               | Saeco                    |
| 11a etapa Emanuele Sella      | Damiano Cunego        | Alessandro Petacchi     | Fabian Wegmann               | Saeco                    |
| 12a etapa Alessandro Petacchi | Damiano Cunego        | Alessandro Petacchi     | Fabian Wegmann               | Saeco                    |
| 13a etapa Serhiy Honchar      | Yaroslav Popovych     | Alessandro Petacchi     | Fabian Wegmann               | Alessio-Bianchi          |
| 14a etapa Alessandro Petacchi | Yaroslav Popovych     | Alessandro Petacchi     | Fabian Wegmann               | Alessio-Bianchi          |
| 15a etapa Alessandro Petacchi | Yaroslav Popovych     | Alessandro Petacchi     | Fabian Wegmann               | Alessio-Bianchi          |
| 16a etapa Damiano Cunego      | Damiano Cunego        | Alessandro Petacchi     | Fabian Wegmann               | Saeco                    |
| 17a etapa Pavel Tonkov        | Damiano Cunego        | Alessandro Petacchi     | Fabian Wegmann               | Saeco                    |
| 18a etapa Damiano Cunego      | Damiano Cunego        | Alessandro Petacchi     | Damiano Cunego               | Saeco                    |
| 19a etapa Stefano Garzelli    | Damiano Cunego        | Alessandro Petacchi     | Fabian Wegmann               | Saeco                    |
| 20a etapa Alessandro Petacchi | Damiano Cunego        | Alessandro Petacchi     | Fabian Wegmann               | Saeco                    |